# Rivière à la Carpe (rivière aux Rats)
Pour les articles homonymes, voir Carpe et Rivière à la Carpe.
La rivière à la Carpe est un affluent de la rivière aux Rats, traversant la municipalité de Saint-Stanislas et de Saint-Eugène-d'Argentenay, dans la municipalité régionale de comté (MRC) de Maria-Chapdelaine, dans la région administrative du Saguenay–Lac-Saint-Jean, dans la Province de Québec, au Canada.
La foresterie constitue la principale activité économique du secteur ; les activités récréotouristiques, en second.
Cette zone est surtout desservie par le chemin du 5e rang qui longe de côté Ouest de la partie inférieure de la vallée de la rivière Mistassini, par le chemin Gaudreault, par le chemin Rousseau et par le chemin du rang Chabot. Diverses routes forestières secondaires desservent le secteur, surtout pour les besoins de la foresterie et des activités récréotouristiques,,.
La surface de la rivière à la Carpe est habituellement gelée de la fin novembre au début avril, toutefois la circulation sécuritaire sur la glace se fait généralement de la mi-décembre à la fin mars.

## Géographie
Les bassins versants voisins de la rivière à la Carpe sont :
- côté Nord : rivière aux Rats, lac aux Rats, rivière Mistassibi, rivière de l'Écluse ;
- côté Est : rivière Mistassibi, Petite rivière Rousseau ;
- côté Sud : rivière aux Rats, rivière Mistassini, rivière Mistassibi ;
- côté Ouest : rivière Mistassini, rivière aux Rats.

La rivière à la Carpe prend sa source à l'embouchure d’un petit lac non identifié (longueur : 1,7 km ; largeur : 0,4 km ; altitude : 239 m). L’embouchure de ce lac est située à :
- 1,0 km à l’Ouest du lac à la Croix ;
- 2,5 km à l’Est de la rue Principale qui remonte vers le Nord sur la rive Est de la rivière aux Rats ;
- 2,55 km à l’Est du cours de la rivière aux Rats ;
- 8,1 km au Nord-Ouest d’une courbe sur le cours de la rivière Mistassibi ;
- 14,6 km au Nord-Est de la confluence de la rivière à la Carpe et du ruisseau à la Corne ;
- 15,8 km au Nord de la confluence du ruisseau à la Corne et rivière aux Rats.

À partir de sa source, la rivière à la Carpe descend sur 17,2 km généralement vers le Sud entièrement en zones forestières, avec un dénivelé de 98 m, selon les segments suivants :
- 3,5 km vers le Sud-Est jusqu'à la décharge (venant de l’Ouest) du lac Abel ;
- 2,0 km vers le Sud-Est, jusqu’à la décharge (venant du Nord-Est) d’un lac non identifié ;
- 3,9 km vers le Sud-Est, jusqu'à la décharge (venant du Nord-Ouest) du Lac aux Brochets ;
- 3,4 km vers le Sud-Est en coupant le chemin Rousseau, jusqu’au chemin Gaudreault ;
- 4,4 km vers le Sud-Est, jusqu’à son embouchure[3].

La confluence de la rivière à la Carpe et du ruisseau à la Corne est située à :
- 1,5 km au Nord de la confluence du ruisseau à la Corne et de la rivière aux Rats ;
- 4,5 km à l’Ouest du cours de la rivière Mistassibi ;
- 4,5 km au Nord du centre du village de Argentenay ;
- 4,5 km au Nord de la confluence de la rivière aux Rats et de la rivière Mistassini ;
- 9,1 km au Nord-Ouest de la confluence de la rivière Mistassibi et de la rivière Mistassini ;
- 28,5 km au Nord de la confluence de la rivière Mistassini et du lac Saint-Jean.

À partir de l’embouchure de la rivière à la Carpe, le courant descend successivement le cours du ruisseau à la Corne sur 2,7 km vers le Sud-Ouest en serpentant, la rivière aux Rats sur 8,8 km vers le Sud, puis le cours de la rivière Mistassini vers l’Est, puis le Sud-Ouest sur 24,6 km. À l’embouchure de cette dernière, le courant traverse le lac Saint-Jean sur 42,7 km vers l’Est, puis emprunte le cours de la rivière Saguenay vers l’Est sur 155 km jusqu'à la hauteur de Tadoussac où il conflue avec le fleuve Saint-Laurent.

## Toponymie
Le toponyme rivière à la Carpe a été officialisé le 5 décembre 1968 à la Banque des noms de lieux de la Commission de toponymie du Québec.